# Phyllagathis latisepala
Phyllagathis latisepala är en tvåhjärtbladig växtart som beskrevs av Chieh Chen. Phyllagathis latisepala ingår i släktet Phyllagathis och familjen Melastomataceae. Inga underarter finns listade i Catalogue of Life.